# جزیره ورخنی اسردوک
جزیره اسردوک یک جزیره بزرگ در دریای کاسپین است. این جزیره در جنوب شهرک تیشکوو، درست در مجاورت دهانه رود ولگا، در منطقه‌ای قرار دارد که بسیاری از جزایر دلتایی‌شکل در اطراف آن وجود دارد.
این جزیره طویل و گسترده است. این جزیره از ساحل شمالی خود با کانال بسیار باریکی از سایر جزیره‌ها جدا شده است که در برخی نقاط کمتر از ۳۰۰ متر است. درازای این جزیره تقریباً ۲۲ کیلومتر و پهنای آن ۱۱ کیلومتر است.
از نظر اداری، این جزیره متعلق به استان آستراخان روسیه است.